# Cladonia melanopoda
Cladonia melanopoda är en lavart som beskrevs av Ahti. Cladonia melanopoda ingår i släktet Cladonia och familjen Cladoniaceae.   Inga underarter finns listade i Catalogue of Life.